# 港元
港元（英語：Hong Kong Dollar；單位：元），原稱「港圓」（單位：圓），亦稱為「港幣」或「港紙」，廣東省俗稱咸龍，是香港特別行政區的法定流通貨幣。貨幣及基金代碼之表示法為HKD，標誌為HK$。

## 簡介

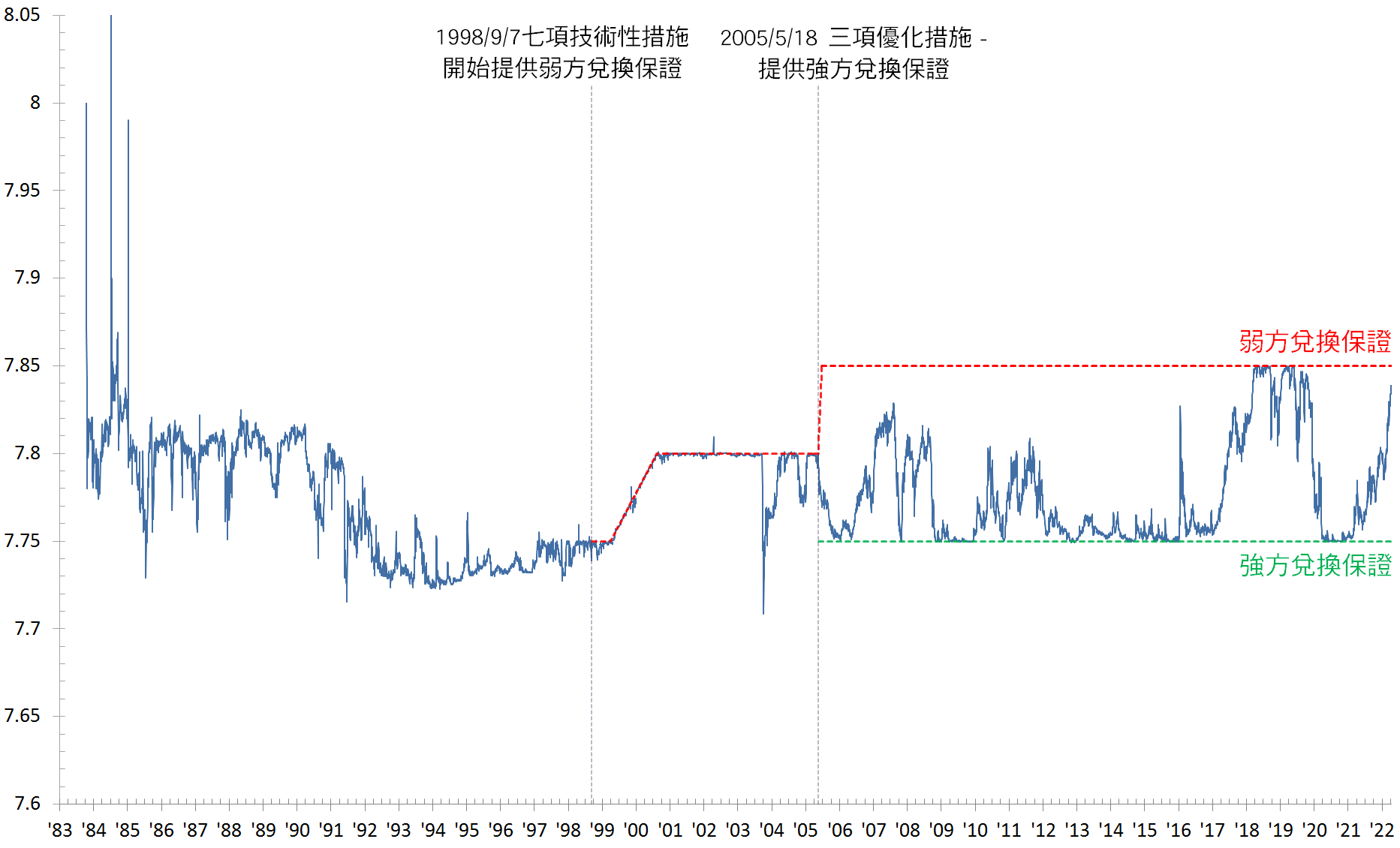
聯繫匯率實施及其後多項「改良措施」下之美元兌港元匯率圖

紙幣（除了拾元紙幣）由香港金融管理局授權並监管下的三家發钞銀行所發行，包括香港上海滙豐銀行、渣打銀行（香港）和中國銀行（香港）。拾元鈔票原已經停止發行，但在香港市民的要求下，香港政府於2002年委託金融管理局重新發行拾元鈔票，並於2007年以試驗性質改為塑胶鈔票。而硬幣则全部由香港政府發行。洋紫荊設計硬幣在1993年推出，逐步取代女皇頭像設計系列。
自1983年起，香港建立了港元發行與美元挂钩的聯繫匯率制度。三間指定發鈔商業銀行在發行任何數量的港幣時，必须在按7.80港元兑1美圓的匯率下向金管局交出美圓作兌換用途，登記或錄入外匯基金賬目，同時領取負債證明書後才獲准許印刷港幣鈔票。如此一來，外匯基金所持美圓就为港元紙幣穩定提供了支持。1998年起金管局一度訂「弱方兌換保證」於7.75或7.8，2005年起，弱方兌換保證貶值至美元兌港元7.85。
為迎接1997年香港回归，自1993年1月1日起，「港圓」改為現行名稱「港元」，但部分仍廣泛流通的2018系列前港幣紙幣與所有硬幣仍舊保留「圓」的用法。按照《香港特別行政區基本法》和《中英聯合聲明》，香港的自治權包括自行發行貨幣的權力。其一直以來，港幣單位主要是「圓」或者「元」，其次是「毫」、「仙」以及「文」。自1867年開始，由政府發行的一文硬幣停止鑄造。自1995年10月1日開始，由政府發行的1仙紙幣也停止發行。
香港的鈔票式樣均受版權保護。所以，任何人在未有得到版權持有人許可前，都不能任意複製鈔票的式樣。在香港多年來有幾家機構因為未得鈔票版權持有銀行的批准而在廣告上運用，結果被判支付巨額罰款。
在澳門，港元是流通貨幣，因此基本上不會出現拒收（除10元硬幣外）的情况（但也有例外，比如澳門之政府部門的繳費等則以澳門元結算，不接受港幣）。港元与澳門元之间实行固定汇率制，因此两者之间的汇率固定在1港元兑换1.03澳門元。不过在实际操作中，當地不少店家都是以1港元兌換1澳門幣。此外，儘管消費者以港元支付，絕大多數的商店都會以澳門幣找贖，且不補回利率差價，亦有不少會直接以港元找贖的情況。不少澳門人都會或多或少持有港元，現時澳門幣佔澳門流通貨幣總額的22%，而港元佔澳門流通貨幣總額45%；在廣義流通貨幣方面，澳門元佔澳門流通貨幣總額的28%，而港元則佔54%。而澳門的賭博、房地產、進出口貿易、大額交易等多是以港元為結算貨幣。

## 歷史

### 緣起
由于當時與中國大陸的貿易主要使用银币，但英国政府禁止货币出口，因此英国商人对华贸易主要通过中国人常用的西班牙银元（本洋）结算，无论中国大陆和香港境内并少有英镑流通，因此在开埠之初香港沿用了当时中国的货币制度，即大额交易使用白银，日常通用铜元。1842年3月29日，港督砵甸乍颁布命令，宣布中国的银两和其它外国贸易银元都可以在香港市面合法流通。1845年5月1日， 港府輔政司卜魯斯（英語：Bruce）发布公示，規定只有中國銀兩與墨西哥鷹洋、西班牙佛銀（查理銀元）、印度盧比為法定貨幣，並規定了銀元、盧比、銅錢的相互比值。
由于英国采用金本位制度，因此英国政府也希望在香港推行金本位，港府在1844年11月28日规定以英镑作为香港的法定货币和政府的记账单位，但由于种种原因这一措施并没有得到充分落实。实际上随着香港人口涌入和对外贸易激增，英镑和印度卢比在香港市面越发罕见，大多数交易仍是以银元结算，港府在1860年9.4万英镑岁入中只有0.16万是通过英镑缴纳，而港府内部日常开支仍在使用银元，财务记账上衍生出不少问题。
1857年，香港政府宣佈東藩滙理銀行發行之鈔票，可以用作繳付政府費用。後來，政府為更有效規管當地的通貨，於1862年7月正式宣佈香港使用銀本位貨幣制度，而採用了銀圓為基本通貨單位，而銀圓一詞亦由原先的形容詞變成量詞。1863年4月，香港首次發行官鑄貨幣，從英國倫敦訂鑄1毫銀幣及1仙、1文銅幣，並於1866年5月在香港銅鑼灣成立香港鑄幣廠，自行鑄做1圓、5毫、2毫和1毫銀幣及1仙、1文銅幣。而廣東坊間在英國倫敦造幣廠、香港造幣廠鑄造出的一、二毫港幣面世後，均樂於使用這些計算與流通便利的港幣銀毫。随着港府指定的几家发钞银行接连退出，加上作为发钞银行的金宝银行倒闭，汇丰银行在同业竞争中出现了一家独大的局面。港府于1872年授权汇丰银行发行等价于银元的一元纸币，并由伦敦铸币厂代铸银毫，此时市场热衷银币交易，紙幣流通相對不大。

### 鑄幣和貨幣法定化
港督夏喬士·羅便臣上任后，在1862年7月1日宣布币政改革，恢复银元的法定地位，财务司也在港督训令中第一次提出了“港元”的概念，将港元作为财政记账单位。由于当时墨西哥鷹洋在市场上时常有断供的情况，香港地方只有银两和铜钱流通，交易十分不便，罗便臣则希望推动发行港元取代鷹洋成为中国和香港新的通行货币。1862年英国殖民地部批准了罗便臣的货币改革计划，以鷹洋为基准重整香港银币市场，并允许其在香港设立铸币厂，在铸币厂建成前罗便臣还可以通过英国伦敦皇家铸币厂先行代为铸造。
1863年1月9日，港府规定只有鷹洋和伦敦发行的港元为合法货币，年内伦敦铸币厂出产了首批单银毫和一仙及一文铜币。1863年3月，随后港府通过《设立造幣廠条例》，訂明民众可以将手中的各种银币交给铸币厂换回港元，政府也以此统一货币种类。
1866年香港造幣廠落成直到1868年6月因虧蝕過鉅而關閉期間，合计铸造20万元港币，出貨與鷹洋無法競爭，发行并不顺利，也不为市场所接受。
到了1895年2月，香港總督府宣佈墨西哥銀元（鷹洋）、英鎊銀幣及香港銀幣為香港法定貨幣，並禁止其他貨幣流通，惟民間仍習慣使用西班牙銀元（佛洋）、中國或日本銀元（龍洋）等其他貨幣，政府也未明令打擊。同一時間，香港從印度鑄幣廠訂鑄香港銀幣，以取代香港上海滙豐銀行的1元紙幣。同年3月，香港正式制定法例，規定在英國政府批准下銀行才可發行紙幣。其後，渣打銀行、香港上海滙豐銀行及有利銀行先後於1897年、1898年及1911年獲准發行在香港流通的紙幣。
1912年，港英政府公佈施行《禁止通用外國鈔券條例》，阻止中國發行的紙幣在香港通行。同年10月，又公佈《禁止通用外國紙幣、貨幣條例》，中國的銀元、銀毫、銅仙亦在被禁之列，從而使廣州等地流往香港的貨幣遭到禁止。港府又於1913年禁止外國鈔票、銀幣及鎳幣。這些舉措一度引起華人的不便與不滿。例如於1912年，香港電車響應政府的宣佈而拒收中國銅錢，結果引發華人罷搭電車，使電車公司蒙受損失，後來實行了3天免費載客，事件才得以平息。

### 流通南粵
宣統三年（1911年），港幣發行額約為3,158萬元，其中在香港本地流通的港幣只有1,020萬元左右，流入廣東的約為1,474萬元，幾乎占當年港幣發行額的一半，而當年廣東省官府與大清朝廷發鈔總額僅約1,200萬元。　
1912年中華民國建立後初期，廣東境內銀行的紙幣信用由於政局動盪而極之低落，港幣仍然通行用於交易，去到1920年代尾，港幣重新取得在廣東金融市場的壟斷地位。民國20年（1931年），香港發鈔額達約15,361萬元，其中約7,169萬流入廣東，比當年在香港流通額還多2,048萬元，為廣東第一通用貨幣。時廣東進口貿易幾乎完全以港幣結算；出口貿易貨物就有70％以港幣結算，英鎊和其他幣結算為21.4％，粵幣只占8.6％。在出口貨物中，僅爆竹、木材、土紙及一部分紗綢、蔬菜是按港幣價折合成毫洋。在除廣州以外的粤境其他口岸，如汕頭、三水等多按港幣行情以國幣及毫券支付。　　
民國20年（1931年）香港紙幣曾貶值12.5％，民國25年（1934年）又貶值28.5％，僅此兩次貶值，便使廣東損失將近2,990萬元。

### 放棄銀本位
1935年，因為美國等地的銀價上升，引起中國大陆及香港的白銀外流，11月9日香港政府通過貨幣條例，公佈以「港元」作為香港貨幣單位，11月12日起新幣換舊銀幣，並發行一元紙幣、以鎳製成的一毫硬幣，並將港元與英镑匯率定為16.8港元兌1英镑。（中國是在香港通過以港元為貨幣前的5天，即11月4日宣佈放棄銀本位，改發法幣。）1937年8月1日，終止了各種銀元的流通，正式以港元作為法定貨幣。二次大戰日本佔領香港時，強行以日本軍用手票代替港元。戰後港元才恢復法定地位。廣州光复后到1949年10月被中共占据前，國民中央政府發行的金元券等因金融崩潰，幾同廢紙，港幣維繫著粵境市場交易流通。

### 被逐出流通南粵
1949年10月1日，中华人民共和国成立后，著力扭轉港幣在粵主導格局。1950年2月1日，中共中央华南分局召集廣東省有關高層開會，討論「禁用港幣、調整牌價」，是廣東省准備全面禁用港幣的決策會議。1950年4月份，人民銀行廣東省分行成立金融管理科，負責督導全省金管工作，並佈置於全省更新貨幣市場。4月至5月，粵境有興梅區、粵中區 、珠江區、西江區、潮汕區、南路區、東江區、北江區等幾十個市縣重申禁用港幣，並大量設立收兌站。5月至6月，人民幣據報大體佔領廣州地方買賣市場。據計1950年全年，粵境共收兌港幣及其他外幣折合美元3,034萬元，直至年尾，廣東市場貿易流通基本被人民幣控制。

### 實施聯繫匯率
港元最初與英镑掛鈎，但是戰後英國的經濟實力減弱，更曾一度大幅貶值，影響香港經濟。香港政府於是在1972年6月英镑作自由浮動後，改為將港元以美元掛鈎。匯率由1972年7月6日開始，最初為5.65港元兌1美元。1973年2月改為5.085港元兌1美元。1974年11月起，改作自由浮動。直至1983年，由於香港前途問題引發的信心危機令港元匯價大幅下降，到了同年9月一度下跌至9.6港元兌1美元。同年10月17日起，當時的財政司彭勵治宣佈港元匯價與美元掛鈎，定為7.80港元兌1美元，一直維持至今。1984年7月31日，中國最高領導人鄧小平會見英國外交大臣賀維時談到：「希望不要出現動搖港幣地位的情況。港幣發行量究竟多少？港幣信譽好是因為儲備金雄厚，多於發行量，不能改變這種狀態。」:67後來港元匯價與美元可以作有限度的自由浮動，只要與掛鈎匯率（7.80港元兌1美元）差距不大即可，如港元在2003年時曾一度升至7.7094港元兌1美元，但很快又回復至接近正常水平。
自2005年5月18日起，香港金融管理局（金管局）收緊匯率控制措施，限制於7.75-7.85港元兌1美元之間浮動，並把7.75水平名為「強方兌換保證」和7.85水平命名為「弱方兌換保證」，以穩定聯繫匯率制度。若觸及或極接近任一介限，金管局會立即透過行政手段，保持匯率在此範圍內。當觸及「強方兌換保證」時，金管局便會買入美元而沽出港元；當觸及「弱方兌換保證」時，金管局則買入港元而沽出美元。於2007年10月23日，港元首次觸及「強方兌換保證」，此後匯率大部分時間都貼近「強方兌換保證」水平；於2018年4月12日，港元首次觸及「弱方兌換保證」。

### 未来
隨着香港與中國大陆的經貿日增，以及美國經濟週期與香港相反，聯繫匯率制度為香港經濟帶來部分問題。其中之一就是港元利率只能跟隨美元利率，而不能因應本地的經濟情況調整；與此同時，香港的貨物部分從大陸入口，因而帶來輸入性通漲，引致出現負利率。

## 流通貨幣
現時，港元以紙幣及硬幣的形式存在。香港的流通紙幣有$10、$20、$50、$100、$500及$1,000；流通的硬幣有$0.1、$0.2、$0.5、$1、$2、$5及$10。硬币曾一度停止發行14年，直到2012年才重新發行2元及5元硬幣。另外，兩間商業銀行曾推出$150紀念鈔票。
根据香港金融管理局发布的《2023年年报》，截至2023年底，所有流通銀行紙幣總值5,926億港元（包括150元紀念鈔票）。滙豐、中銀和渣打所發行的紙幣分別佔55.4%、35.9%和8.7%的流通金額。滙豐及渣打早在90年代停止發行10元紙幣，中銀則沒有發行過10元紙幣。
2023年流通銀行紙幣
| 面值  | 數量佔比 | 金額佔比 |
| ----- | -------- | -------- |
| $10   | 9.4%     | 0.4%     |
| $20   | 35.6%    | 3.4%     |
| $50   | 11.6%    | 2.8%     |
| $100  | 16.5%    | 7.9%     |
| $500  | 17.9%    | 42.7%    |
| $1000 | 9.0%     | 42.8%    |

2002年，政府重新發行10元鈔票。截至2023年底，政府發行紙幣及硬幣流通金額共127億元（不包括套裝硬幣及紀念金幣），硬币总值82亿元。10元纸币总值45亿元，當中塑質鈔票佔83%。

### 流通硬幣
硬幣正面劃一採用洋紫荊設計，並附有「香港」及「HONG KONG」。
硬幣背面中間有大阿拉伯數字鑄明面值，下方附有發行年份。上下分別以中文大寫數字及英文鑄明面值。
| 面额        | 材質                              | 样式   | 邊緣                                                            |
| ----------- | --------------------------------- | ------ | --------------------------------------------------------------- |
| 拾圓($10)   | 外環钢芯镀鎳合金 圓心钢芯镀铜合金 | 圓形   | 槽紋與平滑相間                                                  |
| 伍圓($5)    | 钢芯镀鎳合金                      | 圓形   | 槽紋，中間凹槽印有凸字「香港伍圓」 及「HONG KONG FIVE DOLLARS」 |
| 貳圓($2)    | 钢芯镀鎳合金                      | 波浪形 | 平滑                                                            |
| 壹圓($1)    | 钢芯镀鎳合金                      | 圓形   | 槽紋                                                            |
| 伍毫($0.50) | 钢芯镀铜合金                      | 圓形   | 槽紋                                                            |
| 貳毫($0.20) | 钢芯镀铜合金                      | 波浪形 | 平滑                                                            |
| 壹毫($0.10) | 钢芯镀铜合金                      | 圓形   | 平滑                                                            |

### 流通紙幣
政府透過金融管理局授權3家商業銀行在香港發行紙幣，分別是
- 香港上海滙豐銀行有限公司
- 渣打銀行（香港）有限公司
- 中國銀行（香港）有限公司

另外，金管局代表政府發行10元鈔票。

## 紀念鈔票
香港政府歷年來曾為某些特別事件發行紀念金幣或紀念鈔票，面值一般為一千港元。另外，中銀香港亦曾於2008年年面值二十港元的北京奧運會紀念鈔票及於2012年發行面值一百港元的中國銀行百年華誕紀念鈔票。2009年，渣打銀行為慶祝成立150周年，亦於10月1日發行一百萬張港幣150元鈔票。 同時，滙豐為慶祝成立150週年，亦於2015年發行港幣150元鈔票。

## 外號
香港的紙幣都有各自的外號俗稱，詳列如下：
| 紙幣面額 | 外號         | 原因                                                                         |
| -------- | ------------ | ---------------------------------------------------------------------------- |
| 10元     | 青蟹（舊版） | 舊版因顏色為青色（綠色）得名                                                 |
| 10元     | 花蟹（新版） | 新版因設計花巧得名                                                           |
| 10元     | 膠蟹（塑膠） | 最新版因為採用塑膠製造和設計花巧得名                                         |
| 20元     | 無           | 有關過往款式之鈔票外號，請參閱香港二十元紙幣條目。                           |
| 50元     | 無           | 有關過往款式之鈔票外號，請參閱香港五十元紙幣條目。                           |
| 100元    | 紅衫魚       | 因顏色為紅色而得名。                                                         |
| 500元    | 大牛         | 因1909年滙豐500元鈔票有「大水牛」圖案得名。                                  |
| 1000元   | 金牛         | 因顏色接近金色且面值最大而得名，衍生自過往最高面額的五百元紙幣「大牛」外號。 |

硬幣通常稱作「大餅」。
港元數目本身也有俗稱，如一元是「文」（變調讀若「蚊」；香港過去的確有稱為一文的硬幣），十元是「草」或「條」，一百元是「一舊（水）」，一千元是「1K」（因英文詞頭Kilo代表千的意思，K則是Kilo的縮寫）、「撇」（一千元為一撇），一萬元是「一皮」、「一雞」或「一餅」，一百萬元是「一球」。
另有些行業（如買賣汽車的），一般帳目金額較大，會把「萬元」叫做「個」或「粒」，像「一萬元」會叫成「一個」，「三十五萬元」叫「卅五個」，「一百五十萬」叫「百五粒」之類。
另外，辰砂本是藥材中的硃砂其中一個別稱，但由於硃砂從藥用至價值上不是甚麼名貴藥材，故被香港人於上世紀，引申成為港元輔幣中，面值最小的幾種輔幣的代名詞，如以1990年代後為例，則指面值一毫、二亳及五毫的輔幣。2000年代初起，很多商戶包括傳統市場拒收「辰砂」，汽水機及港鐵售票機等亦不接受一、二毫硬幣，導致「辰砂」易收難用。根據香港《硬幣條例》，五角、兩角及一角面額的輔幣，每次只可使用兩元。香港金融管理局表示，商戶是否接受硬幣支付交易，是其商業決定，法例無賦予權力迫使商戶接受硬幣。而銀行在兌換硬幣時所收取的費用亦是銀行的商業決定。這種種原因下，將會產生一、二角在民間積聚的問題。金管局2014年9月引入2輛流動硬幣收集車，巡迴全港18區，讓市民將積存硬幣兌換成紙幣或增值至八達通卡。兩車截至2015年9月進行了12.3萬宗交易，收集了共1.07億枚硬幣，總面值1.12億元。

## 匯率
|        | 澳元               | 加拿大元           | 人民幣             | 歐元               | 日圓               |
|        | 每單位外幣兌換港元 | 每單位外幣兌換港元 | 每單位外幣兌換港元 | 每單位外幣兌換港元 | 每單位外幣兌換港元 |
| ------ | ------------------ | ------------------ | ------------------ | ------------------ | ------------------ |
| 2017年 | 5.98               | 6.01               | 1.1552             | 8.82               | 0.0695             |
| 2018年 | 5.86               | 6.05               | 1.1855             | 9.25               | 0.0709             |
| 2019年 | 5.44               | 5.91               | 1.1332             | 8.77               | 0.0719             |
| 2020年 | 5.36               | 5.79               | 1.1248             | 8.86               | 0.0727             |
| 2021年 | 5.84               | 6.20               | 1.2054             | 9.20               | 0.0708             |

## 參看
- 中国货币史
- 粵毫
- 澳門幣
- 人民幣
- 新臺幣

## 外部連結
- 香港金融管理局《香港金融貨幣簡介》
- 香港联系汇率制度的运作原理
- 新版港幣票樣 （页面存档备份，存于）
- 香港歷史博物館 香港貨幣
- 香港貨幣基礎的發展 （页面存档备份，存于）
- 影片資料：快閃香港-香港錢幣歷史 （页面存档备份，存于）
- 港元汇率换算
- 統計表: 流通貨幣 （页面存档备份，存于）
- 統計表: 貨幣供應 （页面存档备份，存于）
- 統計表: 港元利率 （页面存档备份，存于）
- 統計表: 香港銀行同業拆息 （页面存档备份，存于）
- 統計表: 外幣兌換率(每單位外幣兌換港元) （页面存档备份，存于）
- 統計表: 港匯指數 (2000年1月=100) （页面存档备份，存于）
- 香港的纸币 （页面存档备份，存于） （英文）（德文）

| 前任： 银两         | 香港貨幣 1863年—1941年 | 繼任： 日本軍用手票 |
| 前任： 日本軍用手票 | 香港貨幣 1945年—       | 現任                |